# سخنرانی کیک پوند

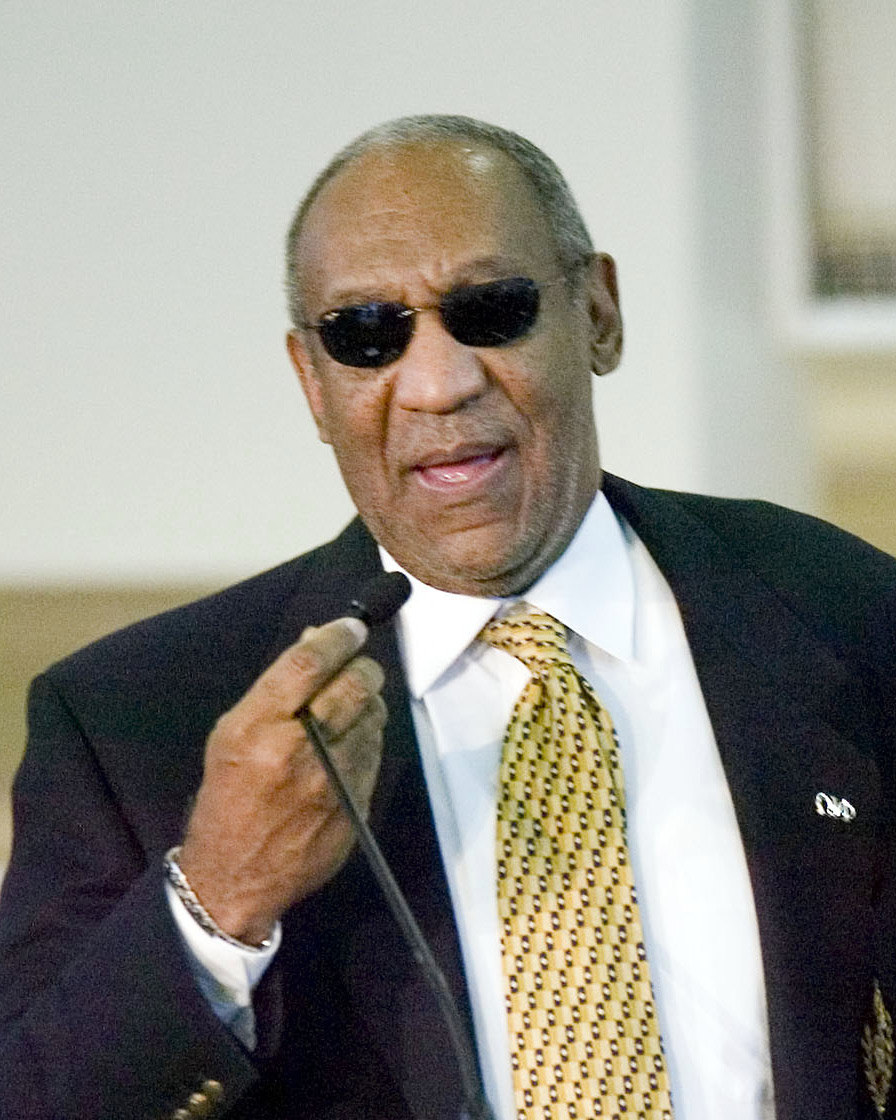
بیل کازبی در ۲۰۰۶

سخنرانی کیک پوند در سال ۲۰۰۴ توسط بیل کازبی و در مراسم انجمن ملی پیشرفت رنگین‌پوستان در واشینگتن ایراد شد. در این سخنرانی که بسیار مورد تحلیل و ارزیابی قرار گرفت کازبی به نقد جامعه سیاهان در ایالات متحده پرداخت.

## واکنش‌ها
شبکه تلویزیونی CBN گفت این سخنرانی نه تنها برای آفریقایی-آمریکایی‌ها بلکه یک سخنرانی برای همه آمریکایی‌ها و فرزندان‌شان بود.